# Joel Nyström
Joel Nyström, född 14 maj 2002 i Karlstad, Värmland, är en svensk ishockeyspelare som spelar för Färjestad BK i SHL.
I januari 2021 skrev han sitt första A-lagskontrakt med Färjestad BK.  Han noterades för 27 spelade matcher i SHL säsongen 2020/2021.
Nyström valdes som nummer 219 i sjunde rundan av Carolina Hurricanes i NHL-draften 2021.